# Nelson le Follet

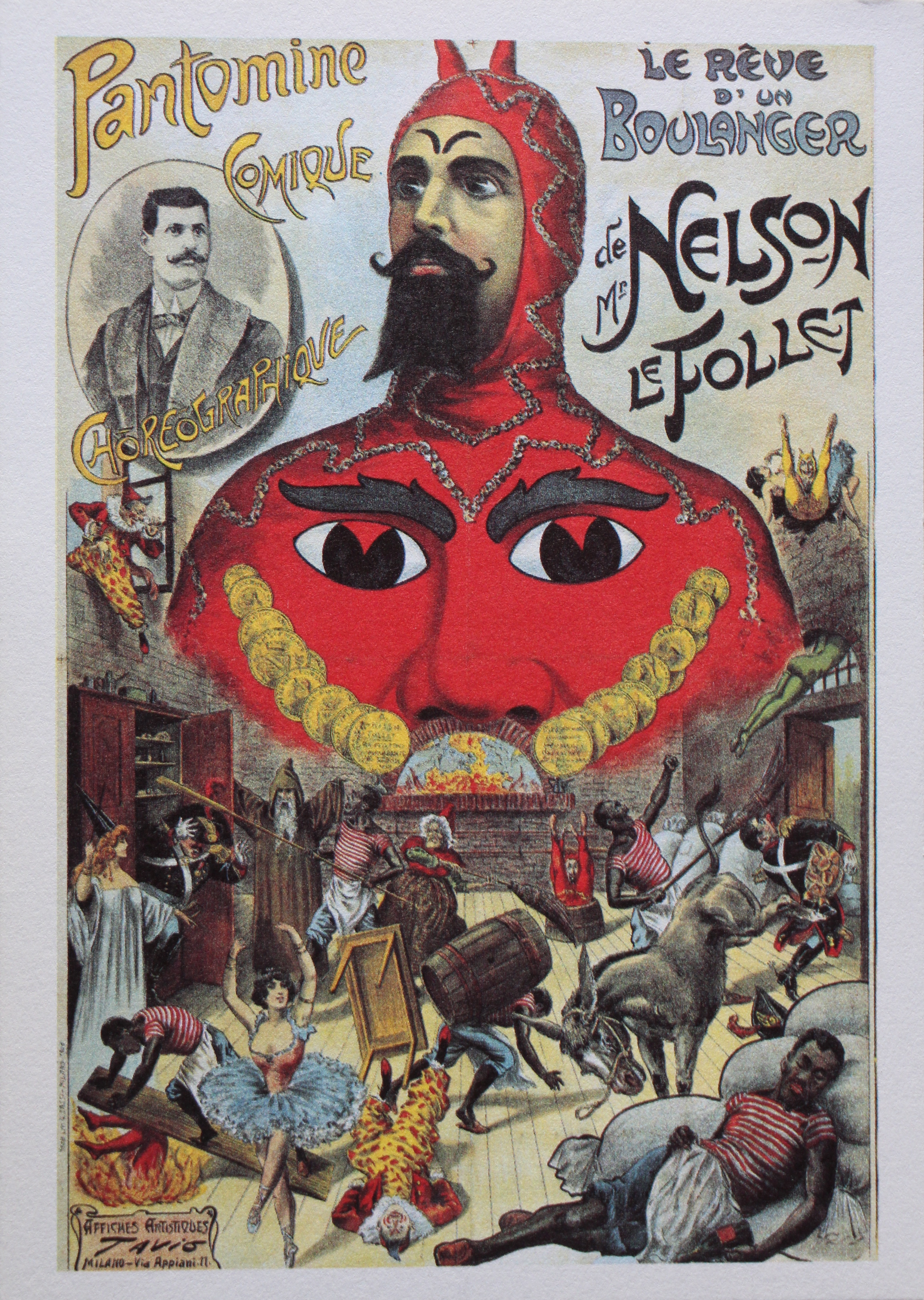
Affiche d'un spectacle de pantomime par Nelson le Follet (1905)

Nelson le Follet, nom de scène de Bartolomeo Viganego, dit Enrico ou Enrichetto, né à San Fruttuoso le 14 mai 1869 et mort à Chiavari le 20 septembre 1943), est un illusionniste, transformiste et acrobate italien.

## Biographie
Il commence comme athlète de la Société de gymnastique Cristoforo Colombo. Puis, il se consacre, sous le nom de Diable Rouge aux jeux d’acrobatie dans quelques cirques comme le cirque Parish.
Il se spécialise ensuite dans les spectacles de pantomime, de transformisme et d'illusionnisme dans les théâtres italiens, français et espagnols avec sa compagnie « Troupe Nelson ».
En 1898-1899, il utilise dans ses spectacles en Italie un outil de projection produit par les frères Auguste et Louis Lumière.
Au début du siècle il s’exhibe au théâtre sous les pseudonymes de Nelson Viganego, Nelson Le Follet ou Nelson Follet et quelques fois comme, « Nelson Folletto ». Après l’expérience du cirque, un autre lieu idéal pour les spectacles de Nelson fut le café-concert inspiré par le modèle parisien. En avril 1902 il met en scène au Théâtre Umberto I de Naples le spectacle Arizof.
Il met aussi en scène des spectacles en France (à l'Olympia de Paris, par exemple), Espagne, Belgique, Pologne, Estonie et Brésil, et reste actif jusqu’à la veille de la Première Guerre mondiale.
Dans les premières années de l'après-guerre, il travaille comme impresario de théâtre à Gênes.